# Cascade (collection)
Pour les articles homonymes, voir Cascade.
Cascade est le nom d'une collection de littérature d'enfance et de jeunesse des éditions Rageot, créée en 1989.

## Histoire
La collection Cascade est créée en 1989, pour prendre la suite de la collection Bibliothèque de l'amitié qui s'arrête la même année. Elle réédite plusieurs titres de cette collection, et publie de nombreux titres inédits des mêmes auteurs, mais aussi de nouveaux auteurs.
Elle se présente sous forme semi-poche, en volumes brochés avec rabats. Elle se décline en plusieurs sous-collections : Cascade aventure, Cascade policier, Cascade 11-12 ans. Il a aussi existé Cascade arc-en-ciel, à partir de 6 ans.
La collection disparaît en 2006.

## Quelques titres
- Jean Alessandrini, Le Détective de minuit
- Jacques Asklund, Le Message du revenant
- Philippe Barbeau, Le Stylo magique
- Michel-Aimé Baudouy, La Capture de César
- Marie-Noëlle Blin, Trucs à troquer
- Boileau-Narcejac, La Mélodie de la peur
- Pierre Bottero, Fils de sorcières
- Évelyne Brisou-Pellen, Le Mystère de la nuit des pierres, Le vrai Prince Thibault
- Chantal Cahour, Deux poisons dans l'eau
- Yves-Marie Clément, Qui a tué Ariane?
- Sarah Cohen-Scali, Ombres noires pour noël rouge
- Valérie Dayre, C'est la vie, Lili
- Françoise Elman, La double chance de Juliette
- Malika Ferdjoukh, Comme sur des roulettes
- Christian Grenier, La Fille de 3e B, La guerre des poireaux
- Michel Grimaud, L'Assassin crève l'écran
- Béatrice Hammer, Le Fils de l'océan
- Michel Honaker, Le Prince d'ébène
- Roger Judenne, Deux Pirates pour un trésor
- Olivier Lécrivain, Les Voleurs de secrets
- Stephen Manes, Comment devenir parfait en trois jours
- Yvon Mauffret, Un été entre deux feux
- Stéphane Méliade, Une copine à la piscine
- Catherine Missonnier, Superman contre CE2, Opération caleçon au CE2, Les CM2 à la une
- Jean Molla, Le Chevalier aux trois visages
- Jean-Paul Nozière, Elsa et Antonio pour toujours, Une sixième en accordéon
- Éric Sanvoisin, Une fille de rêve
- François Sautereau, Classe de lune
- Alain Surget, Le Voleur de pandas
- Paul Thiès, Les Braconniers du roi
- Nicole Vidal, Miguel de la faim